# Diplochaetus rutilus
Diplochaetus rutilus är en skalbaggsart som beskrevs av Louis Alexandre Auguste Chevrolat. Diplochaetus rutilus ingår i släktet Diplochaetus och familjen jordlöpare. Inga underarter finns listade i Catalogue of Life.